# Return of the Funky Man
Albums de Lord Finesse
Funky Technician
(1990) The Awakening
(1996)
Singles
1. Return of the Funky Man
Sortie : 24 janvier 1992
2. Party Over Here
Sortie : 16 mai 1992

Return of the Funky Man est le deuxième album studio de Lord Finesse, sorti le 11 février 1992.
Lord Finesse propose ses premières productions sur cet opus avant de devenir producteur à plein temps.
L'album s'est classé 95e au Top R&B/Hip-Hop Albums.

## Liste des titres
| No  | Titre                                                                                       | Contient un (des) sample(s) de | Durée |
| --- | ------------------------------------------------------------------------------------------- | --- | ----- |
| 1.  | Lord Finesse Intro (Produit par Lord Finesse et Showbiz)                                    | Snow Creatures de Quincy Jones Move the Crowd d'Eric B. & Rakim | 2:01  |
| 2.  | Return of the Funky Man (Produit par Showbiz)                                               | The Champ des Mohawks Just to Get a Rep de Gang Starr | 5:07  |
| 3.  | I Like My Girls with a Boom (Produit par Showbiz)                                           | Hip Hug Her des Sultans Strictly for the Ladies"" de Lord Finesse & DJ Mike Smooth | 4:17  |
| 4.  | Yes You May (featuring A.G. et Percee P – Produit par Showbiz)                              | Mambo No. 5 de Samba Soul Word to the Mother (Land) de Big Daddy Kane | 4:57  |
| 5.  | Hey Look at Shorty (Produit Lord Finesse et Latif)                                          | She's About a Mover de Roy Head Funky President (People It's Bad) de James Brown | 3:18  |
| 6.  | Praise the Lord (Produit par Diamond D)                                                     | Main Squeeze de Quincy Jones Working With the Natives de Coming to America N.T. de Kool & the Gang Eat Em Up L Chill de LL Cool J | 4:41  |
| 7.  | Save That Shit (Produit par DJ Aladdin et SLJ)                                              | Compared to What de Roberta Flack The Dunbar High School Marching Band de Les McCann I'll Take You There des Staple Singers Bumpin' Bus Stop de Thunder and Lightning Spring Again de Biz Markie Eat Em Up L Chill de LL Cool J                                                                               | 5:22  |
| 8.  | Show 'Em How We Do Things (featuring Harry-O et Shelrumble – Produit par DJ Aladdin et SLJ) | Get Outta My Life Woman de The New Apocalypse | 5:37  |
| 9.  | Isn't He Something (Produit par Diamond D)                                                  | Mighty Mighty (LP Version) de Baby Huey Slaughter's Theme de James Brown Get Up and Get Down des Dramatics It's a New Day So Let a Man Come in and Do the Popcorn de James Brown Nobody Beats the Biz de Biz Markie featuring T.J. Swan Children's Story de Slick Rick That's How Smooth I Am de Lord Finesse | 4:42  |
| 10. | Fat for the 90's (featuring A.G. – Produit par Lord Finesse)                                | Get Out of My Life, Woman de Lee Dorsey The Ruler's Back de Slick Rick | 4:27  |
| 11. | Stop Sweating the Next Man (Produit par DJ Aladdin et SLJ)                                  | Ode to Billie Joe de Lou Donaldson It's Your Thing de Lou Donaldson Lesson to Be Taught de Lord Finesse & DJ Mike Smooth | 4:23  |
| 12. | Funky on the Fast Tip (Produit par Lord Finesse et Peter Wane)                              | Can't Stand It de James Brown Escape-Ism de James Brown | 2:32  |
| 13. | That's How Smooth I Am (Produit par Diamond D)                                              | Lone Ranger de Johnny « Guitar » Watson Put Your Hands Together d'Eric B. & Rakim Eat Em Up L Chill de LL Cool J Funky Technician de Lord Finesse & DJ Mike Smooth Taste of Chocolate de Big Daddy Kane | 5:19  |
| 14. | Party Over Here (Produit par Showbiz)                                                       | Razor Blade de Little Royal & the Swingmasters Non-Stop Home de Weather Report The Show de Doug E. Fresh, Slick Rick & The Get Fresh Crew | 4:21  |
| 15. | Fuck 'Em (Produit par Diamond D)                                                            | Ain't No Half-Steppin' de Big Daddy Kane What They Hittin' Foe? d'Ice Cube Talk Like Sex de Kool G Rap & DJ Polo | 5:09  |
| 16. | Kicking Flavor with My Man (featuring Percee P – Produit par Lord Finesse et Peter Wane)    | | 4:22  |